# 勒马里戈
勒马里戈（法語：Le Marigot，法語發音：[lə maʁiɡo]）是法国海外省马提尼克的一个市镇，属于拉特里尼泰区。

## 地理
勒马里戈（14°49'17"N, 61°1'42"W）面积21.63 平方千米，位于法国海外省马提尼克。
与勒马里戈接壤的市镇（或旧市镇、城区）包括：丰圣但尼、格罗莫讷、勒洛兰、勒莫讷鲁日、圣玛丽。
勒马里戈的时区为UTC−04:00（大西洋时区）。

## 行政
勒马里戈的邮政编码为97225，INSEE市镇编码为97216。

## 政治
勒马里戈的现任市长为约瑟夫·佩拉斯特（Joseph Péraste）先生，任期为2020-2026年。

## 人口

1962-2008年间勒马里戈人口变化图示

勒马里戈于2022年1月1日时的人口数量为2991人。